# Guadalupe Ruiz-Giménez
Guadalupe Ruiz-Giménez Aguilar (ur. 10 sierpnia 1947 w Madrycie) – hiszpańska polityk i urzędnik, posłanka do Parlamentu Europejskiego III kadencji.

## Życiorys
Jest piątą z jedenastu córek polityka i ombudsmana Joaquína Ruiz-Giméneza Cortesa oraz wnuczką liberalnego polityka Joaquína Ruiz-Jiméneza. Ukończyła studia politologiczne. Do 1980 pracowała jako szefowa Departamentu Polityki Iberoamerykańskiej w Ministerstwie Spraw Zagranicznych. W 1967 wyszła za polityka Rafaela Arias-Salgado, który później sprawował funkcję ministra. Miała z nim troje dzieci, później się rozwiedli.
Zaangażowała się w działalność Unii Demokratycznego Centrum, do której należał jej mąż. Po wyborczej porażce tej partii w 1982 przeszła do Centrum Demokratycznego i Społecznego. Z listy tej partii w 1989 została wybrana do Parlamentu Europejskiego. Przystąpiła do grupy liberałów, demokratów i reformatorów, została m.in. wiceprzewodniczącą Delegacji ds. stosunków z państwami Ameryki Południowej (1992–1994) oraz członkiem komisji ds. praw kobiet, środowiska naturalnego oraz rozwoju i współpracy. W 1994 nie uzyskała reelekcji, po czym przeniosła się do Marbelli, gdzie założyła centrum pilates i wellness.